# Kazuki Yoshinaga
Kazuki Yoshinaga (* 31. Juli 1999 in Owariasahi) ist ein japanischer Shorttracker.

## Werdegang
Yoshinaga startete international erstmals bei den Juniorenweltmeisterschaften 2015 in Osaka. Dort wurde er Neunter im Mehrkampf und Fünfter mit der Staffel. Sein Debüt im Weltcup hatte er im Oktober 2015 in Montreal, das er auf den 15. Platz bei beiden Läufen über 1500 m und auf dem Rängen sieben und fünf über 1000 m beendete. Bei den Olympischen Jugend-Winterspielen 2016 in Lillehammer holte er die Bronzemedaille mit der Mixed-Staffel und die Silbermedaille über 500 m. Im März 2016 errang er bei den Weltmeisterschaften in Seoul mit dem 46. Platz über 1000 m, den 30. Platz über 500 m und den 13. Platz über 1500 m, den 32. Platz im Mehrkampf. Bei den Juniorenweltmeisterschaften 2017 in Innsbruck gewann er die Bronzemedaille im Mehrkampf und bei den Winter-Asienspielen 2017 in Sapporo die Bronzemedaille mit der Staffel. Zu Beginn der Saison 2017/18 erreichte er in Budapest mit dem dritten Platz mit der Staffel seine erste Podestplatzierung im Weltcup. Bei den Juniorenweltmeisterschaften 2018 in Tomaszów Mazowiecki gewann er die Goldmedaille mit der Staffel. Beim Saisonhöhepunkt, den, Olympischen Winterspielen 2018 in Pyeongchang, kam er auf den 13. Platz über 1000 m und auf den siebten Rang mit der Staffel. Im März 2018 gewann er bei den Weltmeisterschaften in Montreal die Bronzemedaille mit der Staffel. Zudem lief er dort im Mehrkampf auf den 11. Platz. Zu Beginn der Saison 2018/19 holte er in Calgary über 1500 m seinen ersten Weltcupsieg. Es folgten zweite Plätze mit der Staffel in Dresden und in Turin und zum Saisonende den sechsten Platz im Weltcup über 1500 m. Bei den Juniorenweltmeisterschaften 2019 in Montreal gewann er die Bronzemedaille über 1000 m.

## Weltcupsiege im Einzel
| Nr. | Datum            | Ort     | Disziplin |
| --- | ---------------- | ------- | --------- |
| 1.  | 3. November 2018 | Calgary | 1500 m    |

## Persönliche Bestzeiten
- 500 m      40,657 s (aufgestellt am 28. Januar 2017 in Innsbruck)
- 1000 m    1:23,427 min. (aufgestellt am 4. November 2018 in Calgary)
- 1500 m    2:09,240 min. (aufgestellt am 13. November 2016 in Salt Lake City)